# Amila
Els Àmila (àrab: بنو عاملة, Banū ʿĀmila) foren una tribu àrab considerada una branca dels Kahlan del sud d'Aràbia, que al temps de la conquesta musulmana vivien al sud-est de la mar Morta i van donar suport als romans d'Orient.
No tornen a aparèixer fins anys després, quan ja estaven instal·lats a l'Alta Galilea, que aleshores pren el nom del Jàbal Àmila. Més tard, vers el segle xi, es van estendre cap al sud del Líban i alguns autors suposen que també cap a la regió d'Alep, tot i que aquesta notíca presenta força dubtes.